# Кикини палати
Кикини палати (на руски: Ки́кины пала́ты) е сграда на Ставрополска улица в Санкт Петербург, Русия.
Първоначално, през 1714-1720 г., сградата е построена като частна резиденция на Александър Кикин, сподвижник на цар Петър I. Тя е в характерния за първите години на Санкт Петербург архитектурен стил, известен днес като петробарок, а архитектът е неизвестен. През 1718 г. Кикин е екзекутиран за измяна, а сградата е конфискувана от държавата. До 1727 г. в нея се помещава колекцията от редки предмети и личната библиотека на Петър I, а след 1733 г. се използва като административна сграда на лейбгвардейския конен полк.
През 1829 г. сградата е построена наново по проект на архитекта Александър Щауберт, като оригиналният бароков вид е унищожен. Силно повредена по време на Втората световна война, тя е реставрирана в предполагаемия си първоначален вид през 1952-1956 г. от архитект Ирина Бенуа.
Днес в Кикини палати се помещава музикален лицей (средно училище).